# Кину
Кину (яп. 鬼怒川 кину-гава) — река в Японии в регионе Канто на острове Хонсю, приток реки Тоне. Протекает по территории префектур Тотиги, Ибараки и Гумма.
Река берёт своё начало в одноимённом озере на границе префектур Тотиги и Гумма. Кину объединяется с притоками Одзика, Юниси и Дайя, протекает через Центральную равнину Тотиги и впадает в Тоне на юге города Дзёсо.
В средневековье в Кину впадала река Кокай, которая стала впадать в Тоне после переноса русла последней.
Длина реки составляет 176,7 км, территория её бассейна — 1760,6 км². На территории её бассейна проживает 550 тыс. человек.